# Récepteur des hormones thyroïdiennes

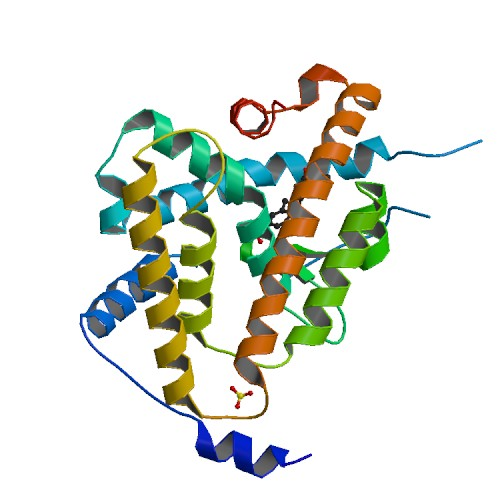
Représentation 3D d'un récepteur des hormones thyroïdes alpha

Les récepteurs des hormones thyroïdes (TR) sont des protéines de la superfamille des récepteurs cytoplasmique liant naturellement les hormones thyroïdiennes. 

## Structure
Il existe deux sous-groupes d'isoformes :
- Récepteur des hormones thyroïdiennes de type α, (TRα; NR1A1) :
  - TR-α1 (largement exprimé dans les différents organes et particulièrement dans le cœur et les muscles squelettiques)
  - TR-α2 (homologue du récepteur viral c-erb-A, relativement ubiquitaire mais ne liant pas l'hormone)
- Récepteur des hormones thyroïdiennes de type β, (TRβ; NR1A2) :
  - TR-β1 (exprimé essentiellement dans le cerveau, le foie et les reins)
  - TR-β2 (expression dans l'hypothalamus et l'hypophyse)

## Fonctions
Les récepteurs des hormones thyroïdiennes sont principalement impliqués dans la régulation du métabolisme et du rythme cardiaque. Ils jouent également un rôle au moment du développement.